# Schloss Horneburg

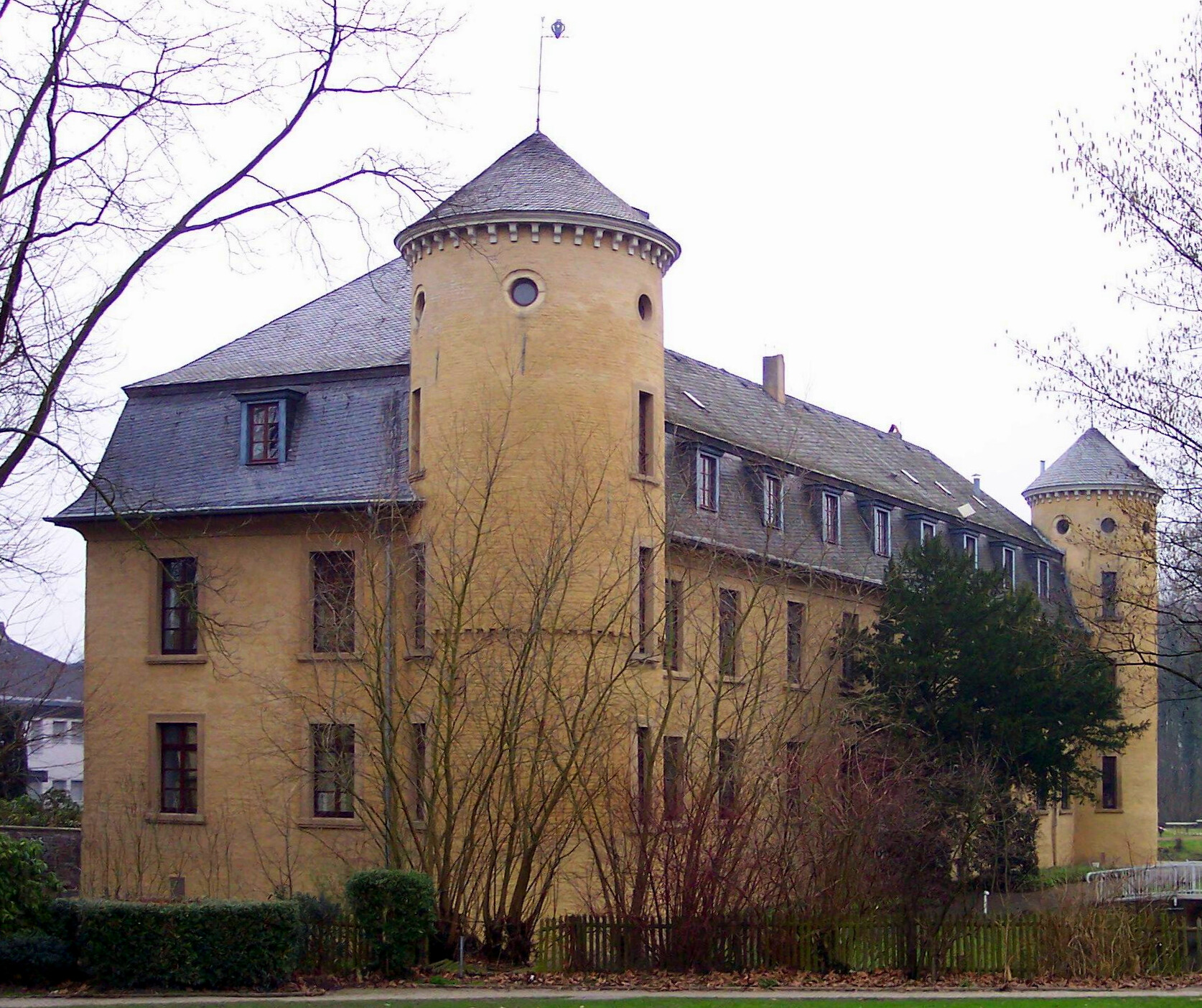
Aspecto exterior do Schloss Horneburg.

O Schloss Horneburg é uma antiga residência aristocrática em Datteln, no Estado alemão da Renânia do Norte-Vestfália. Foi a sede dos Senhores de Oer até 1418.

## Origens do nome
O termo Horn aparece no nome de lugares  e descreve um pedaço de terra que se vai estreitando. Por exemplo, pode sobressair um campo numa floresta. Uma outra interpretação fala duma colina elevada ou árida, sobressaindo em terreno pantanoso. Uma terceira interpretação considera-o como um nome de água, com o significado de suja, escura, cinzenta e também, por facores ambienteais, branca e azul-pálida. Ao avaliar a etimologia é importante ter em atenção o edifício antecessor do Horneburg, o arx Horneburgensis, que ficava a norte do centro do castelo posterior. Possivelmente, saxões terão trazido o nome de um lugar da sua terra natal para o Baixo Elba. A lenda chama a um cavaleiro Goddert von Horne.

## História
A primeira prova documental que se conhece para o Horneburg aparece, em 1220, no Großen Vogteirolle do Conde Friedrich von Isenberg-Altena. Lá está indicado que pertenceu ao Oberhof Richrode Horneburch. Num acordo de reconciliação entre o Arcebispo de Colónia Friedrich III von Saarwerden e o Conde Engelbert IV von der Mark, firmado no dia 29 de Outubro de 1384, o Horneburg é mencionado como parte do território eclesiástico de Vest Recklinghausen.
O mais tardar desde o final do século XII, a família von Oer esteve no comando do Reichshof Oer, ao qual o Horneburg pertencia. A renda da propriedade fluía para o capítulo da Catedral de Colónia. Em 1389, Heydenrich von Oyre (Heidenreich von Oer) conseguiu adquirir o Reichshof Oer, juntamente com o Horneburg, ao capítulo da Catedral de Colónia, tendo mandado expandir e fortalecer o castelo. O seu filho, Heinrich von Oer, tentou exercer direitos de soberania sobre as localidades circundantes. No entanto, foi derrotado em 1418 e teve que deixar o Horneburg.
A imensa extensão da propriedade dos Príncipes Eleitores de Colónia era composta por terras aráveis, pastagens, florestas, edifícios, moinhos e fazendas. O uso legal privado e público requeria uma administração especial. Inicialmente, esta estava em Recklinghausen. O administrador era o Kellner ). Em 1410, o clérigo Johann Droege foi mencionado como Kellner . A transferência do Kellnerei para Horneburg (depois de 1420) foi um duro golpe para os comerciantes e artesãos, porque os agricultores, quando iam pagar os seus impostos ou cumprir os seus serviços obrigatórios, aproveitavam para efectuar diferentes compras e agora ficavam longe da cidade. Os motivos para a deslocalização foram as encurvadas e sinuosas ruas de Recklinghausen, a estreiteza das condições urbanas e a falta de edifícios adequados para a acumulação de grãos e para acomodar o numeroso gado. Em contraste, o Horneburg oferecia espaço favorável e dependências espaçosas. Tornou-se no ponto central da administração das terras e propriedades do Rentmeisterei do principado eleitoral no Vest. Lufdolf Hechelen foi mencionado, em 1425, como o primeiro Kellner no Schloss Horneburg. O Arcebispo de Colónia tomou posse completa do Horneburg com capela em 1431. Em 1473, Dirick van der Knippenborch foi Drost para Horneburg, tendo o cargo de Amt Cordt sido mantido pela Casa de Darle a partir de 1522.
Gebhard Truchseß Waldburg (1547–1601) foi escolhido para Arcebispo de Colónia em 1577. Em 1583 tornou-se protestante. O seu sucessor, Ernesto da Baviera (1554–1612), travou uma guerra contra ele, que venceu em 1589. Nesta Guerra de Colónia, ou Guerra Truchsessiana, estava em questão saber-se se o Arcebispado de Colónia e, portanto, o Vest, permanecia católico ou protestante. O Horneburg foi ocupado pelo Obersten truchsessiano Engelbert von der Lippe no dia 31 de Maio de 1583. No entanto, o Vest poderia ser recuperado. Ernesto da Baviera realizou um landtag no Horneburg em Maio de 1584.
O Horneburg foi, entre 1588 e 1590, cenário de vários julgamentos de bruxas. Foi sede do tribunal criminal e da prisão no Vest.
No dia 25 de Julho de 1646, o marechal francês Henrique de La Tour d’Auvergne, Visconde de Turenne, mandou queimar o palácio e o povoado anexo devido a uma derrota no campo de Lünen-Hamm, mas também para vingar um ataque à sua retaguarda. No dia 22 de Outubro de 1658, Johan Mathias Pranghe foi apontado como o novo Kellner do Horneburg. Ele afirmou que tinha entrado numa casa inóspita saqueada, vandalizada, com janelas e portas partidas. No estábulo não encontrou nem mesmo uma manjedoura, o apartamento do Kellner tinha apenas uma pequena sala e recebia o fumo vindo da cozinha. Pelos seus esforços para reorganizar a administração, foi-lhe cncedido o título de Oberkellnerem 1665.
Depois da Guerra dos Trinta Anos, a  destruída secção principal do castelo (hauptburg) não foi reconstruída. No entanto, o antigo Vorburg (pátio externo) foi reconstruído como uma casa senhorial com as dimensões de um palácio e, mais tarde, foi usada como edifício administrativo. No dia 23 de Maio de 1698, o Czar Pedro I esteve em Horneburg na sua viagem de Amesterdão para Viena. Entre 1907 e 1959, funcionou no palácio uma escola de governo doméstico para as filhas dos agricultores. Entre 1959 e 1965, a Caritas diocesana de Münster manteve no palácio uma casa de convalescença para mães. O edifício pertence ao Recklinghausen e é usado como um internato de educação especial.

## Capela palaciana

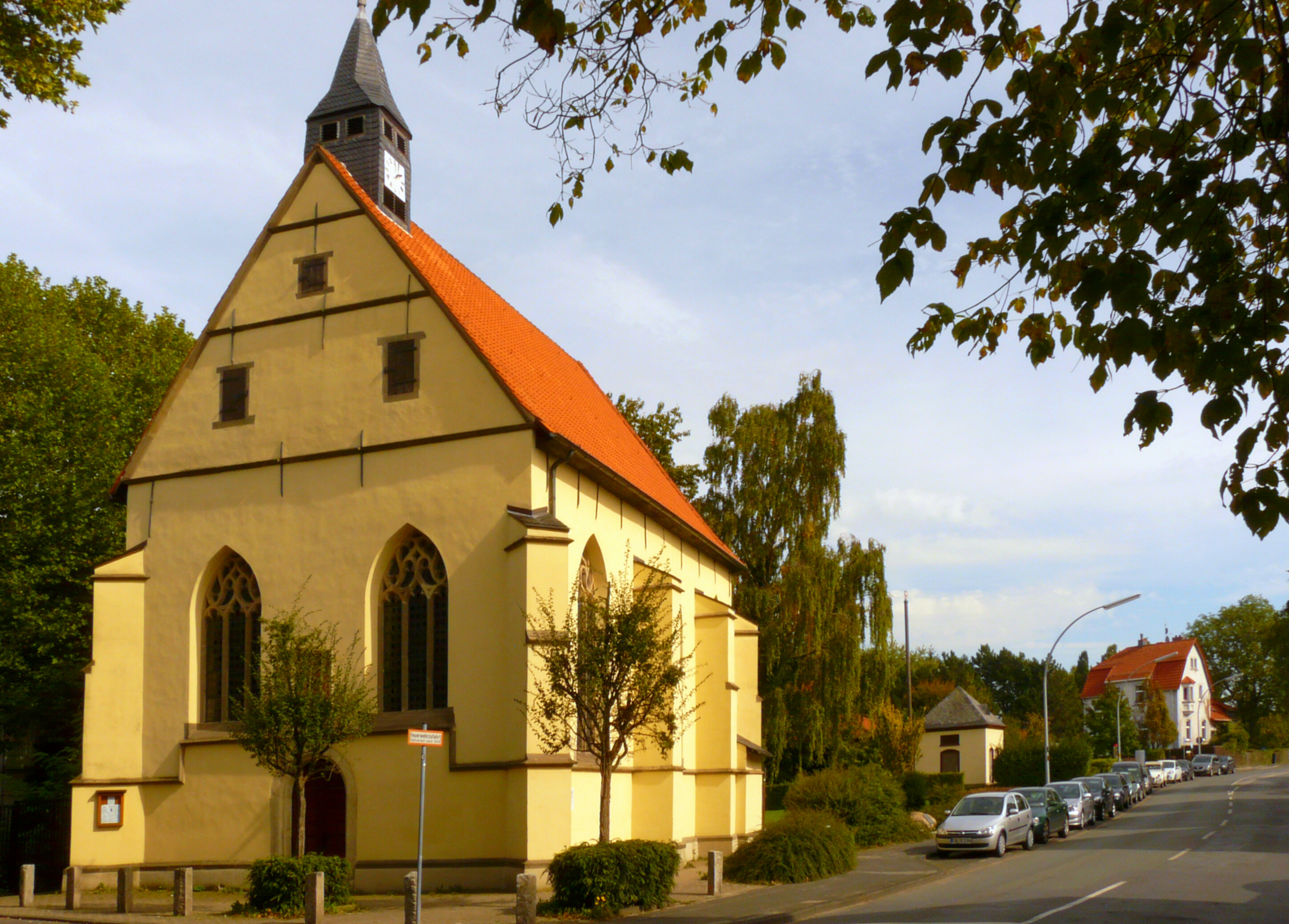
Antiga igreja paroquial de Santa Maria Magdalena.

Na acta de 8 de Janeiro de 1332, foi mencionado como testemunha o Senhor Engilbertus, chamado de Pastor do Hornenburg (dictus de Hornenburg). Havia ali uma frase modesta. Bernardo de Claraval escreveu: Bernhardus, abbas dictus de Claravalle (Bernardo, dito Abade de Claraval).
Em 1610, a igreja em Horneburg recebe o direito de ministrar o baptismo. Isso aconteceu sob Heinrich Barckhoff (cerca 1610–1650), que mais tarde também foi reitor e comissário do Vest. Sob esse clérigo capaz e enérgico, a igreja foi reconstruída e ampliada. Na escola, fundada por H. Barckhoff em 1610, ele mesmo chegou a ser professor por dois anos. Ensinou, entre outras coisas, gramática, latim e religião, mas também uma introdução à filosofia. Em 1632, foi deportado como prisioneiro, com o Kellner, pelas tropas de Hesse e, em 1635, esteve preso em Dorsten por três semanas. No mesmo ano foi nomeado pastor.
Em 1672, a igreja recebeu direitos pastorais ilimitados. Até 1965, foi a Igreja Paroquial de Santa Maria Madalena. Desde 1968 é a Igreja da Comunidade Russa dos Santos Boris e Gleb.
A igreja tem uma só nave, duas alas e um achatado coro final de cinco oitavos. Possui 17,7 metros de comprimento e nove de largura. A nave e a capela-mor são ocupadas por contrafortes. A oeste do telhado assenta um campanário liso, que contém os três sinos. O espaço interior é coberto por abóbadas de aresta, que repousam em nervuras entre tiras transversais arqueadas e em mísulas, algumas destas com cabeças de anjos. As janelas são de arco quebrado, tripartidas e aparelhadas com pesada alvenaria de 1654, sendo padronizadas com a forma de Vesica Piscis.
A igreja tem um altar barroco. O pesado quadro do altar-mor, com folhas de acanto e Putti, assim como uma representação de Maria Madalena penitente de finais do século XVII, fecham no meio um grupo de crucifixação. Deste, Maria e João estão agora no Museu do Vest (Vestisches Museum), em Recklinghausen. Foram substituídos por uma estátua do Sagrado Coração de Jesus, depois de 1925 por uma pintura com Maria Madalena, Maria e João sob a Cruz (hoje na nova igreja), e finalmente por um Pantocrator bizantino. No lado esquerdo do coro está um nicho do sacramento de estilo rococó em arenito, um tabernáculo de parede do século XVII com painés de madeira entre pilastras de pedra. Em torno estão cartuchos com cabeças de anjos. A pia baptismal é de 1618. É uma bacia redonda com friso de folha e cabeça de anjo. A estátua Anna selbdritt ("A Virgem, o Menino e Santa Ana") é feita de carvalho e data do século XV. A sua pintura foi renovada. A pia baptismal e a Anna selbdritt estão hoje na igreja nova.